# Monoszló
Monoszló [monosló] (chorvatsky Moslavina) je obec v Maďarsku v župě Veszprém, spadající pod okres Balatonfüred. Nachází se asi 32 km jihozápadně od Veszprému. V roce 2015 zde žilo 107 obyvatel. Dle údajů z roku 2011 tvoří 100 % obyvatelstva Maďaři, 3 % Němci a 1 % Romové, přičemž všichni obyvatelé se ke své národnosti vyjádřili.

## Sousední obce
| Růžice kompasu |              | Balatoncsicsó |              | Růžice kompasu |
| Růžice kompasu | Balatonhenye | Sever         | Szentantalfa | Růžice kompasu |
| Růžice kompasu | Balatonhenye | Monoszló      | Szentantalfa | Růžice kompasu |
| Růžice kompasu | Balatonhenye | Jih           | Szentantalfa | Růžice kompasu |
| Růžice kompasu | Köveskál     | Zánka         | Tagyon       | Růžice kompasu |